# Monsone messicano
Il monsone messicano è un fenomeno meteorologico caratteristico degli Stati Uniti sud-occidentali, in particolare dell'Arizona, simile a quello che avviene sul continente asiatico.
Durante i mesi estivi la fascia di bassa pressione atmosferica equatoriale si sposta più a nord, in corrispondenza del Messico, promuovendo sulla zona centro-americana la formazione di piogge e temporali che vengono spinti dagli alisei in direzione sud-ovest. Contemporaneamente sulla zona centrale degli Stati Uniti si forma una vasta zona di bassa pressione a carattere statico, cioè dovuta al forte riscaldamento (termo-convettiva). Questa seconda zona di bassa pressione, a causa dell'effetto di Coriolis, fa sì che gli alisei di sud-est ruotino fino a provenire da sudovest: ciò promuove un movimento di masse d'aria calde e umide dal golfo di California. Incontrando i rilievi montuosi dell'Arizona quest'aria calda è costretta a salire di altitudine, a condensare e creare fenomeni temporaleschi molto violenti, seppur di breve durata.
Questo fenomeno, già tipico delle terre arizoniane pianeggianti come quella dove sorge la capitale Phoenix, è particolarmente accentuato sulle zone montuose: a Flagstaff, tra luglio e agosto, si hanno quasi ogni giorno precipitazioni a carattere temporalesco, talvolta anche di violenta entità, della durata di un'ora circa.